# Château Pavie-Macquin
Le château Pavie Macquin est un domaine viticole de 15 ha situé à Saint-Émilion en Gironde. En AOC saint-émilion grand cru, il est promu « premier grand cru classé » par le classement des vins de Saint-Émilion en 2006, rang confirmé par les classements de 2012 et de 2022.

## Histoire du domaine
Le domaine a été fondé par Albert Macquin (1852-1911), aïeul des actuels propriétaires, célèbre pour avoir introduit à Saint-Émilion la technique du plan greffé qui permit de sauver le vignoble de la destruction par le phylloxera en 1872.
Le domaine est la propriété de la famille Corre (descendant d'Albert Macquin) et géré par Nicolas Thienpont depuis 1994, avec les conseils de Stéphane Derenoncourt. Le duo Thienpont / Derenoncourt a affiné la personnalité de Pavie Macquin ces dernières années en adoptant de nouvelles techniques de vinification comme la vinification parcellaire ou l'extraction douce par pigeage. En 2006, le Château est passé des Grands crus classés aux Premiers grands crus classés dans le classement de Saint-Émilion .

## Le terroir
Le vignoble de Pavie Macquin se caractérise par sa situation sur le plateau culminant de Saint-Emilion.

## Le vin
L'assemblage des vins est constitué à 84 % de merlot, à 14 % cabernet franc et à 2 % de cabernet sauvignon. Les vignes ont une moyenne d'âge de 40 ans.
La production moyenne avoisine les 65 000 bouteilles pour chaque millésime.
Le château produit également un second vin Les Chênes de Macquin , en référence aux chênes centenaires qui bordent la propriété.